# Edelkastanien von Tournebride
Die Edelkastanien von Tournebride (fr.: Châtaigniers de Tournebride) sind jahrhundertealte Bäume, die im Wald von Tournebride im Département Yvelines in Frankreich stehen.
Im Januar 2006 erhielten diese Bäume die Auszeichnung Markante Bäume in Frankreich durch die Association A.R.B.R.E.S. (Arbres remarquables, bilan, recherches, études et sauvegarde).
Einer größeren Öffentlichkeit wurden die Bäume bekannt, nachdem der Impressionist Alfred Sisley die Edelkastanien 1865 mehrmals gemalt und danach ausgestellt hatte. Das Gemälde „Châtaigniers à la Celle-Saint-Cloud“ wurde 1866 im Pariser Salon ausgestellt, der regelmäßigen Kunstausstellung, die von König Ludwig dem XIV initiiert wurde. Heute befindet sich das Gemälde im Petit Palais in Paris, dem ehemaligen Ausstellungspavillon der im Jahr 1900 in Paris ausgerichteten Weltausstellung. Das Gemälde „Allée de Châtaigniers à la Celle-Saint-Cloud“ (Allee der Edelkastanien bei La Celle-Saint-Cloud) wurde 1868 im Pariser Salon ausgestellt und befindet sich heute in der Kunstsammlung Ordrupgaardsamlingen in Kopenhagen.

## Bilder

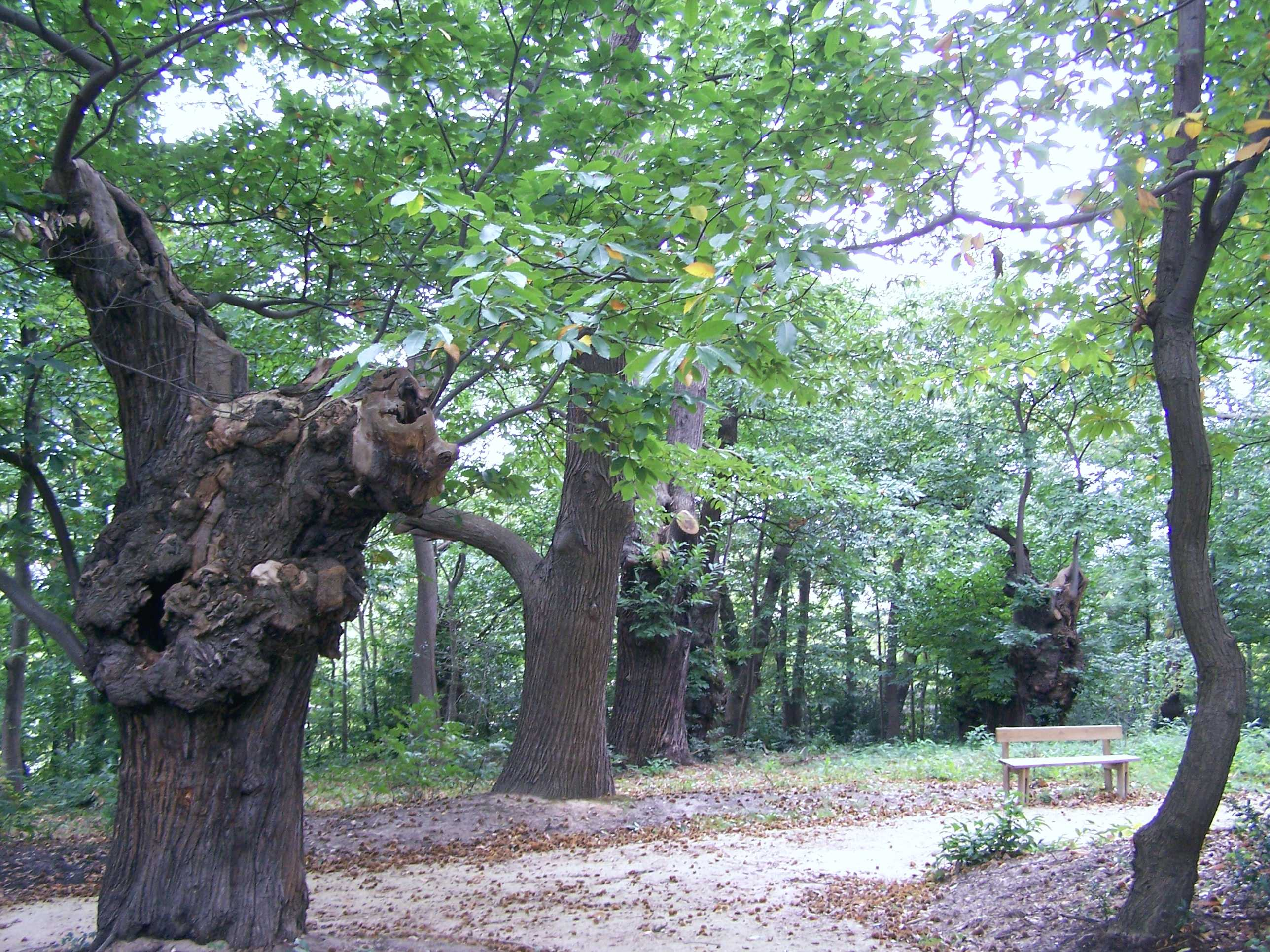
Die Edelkastanien
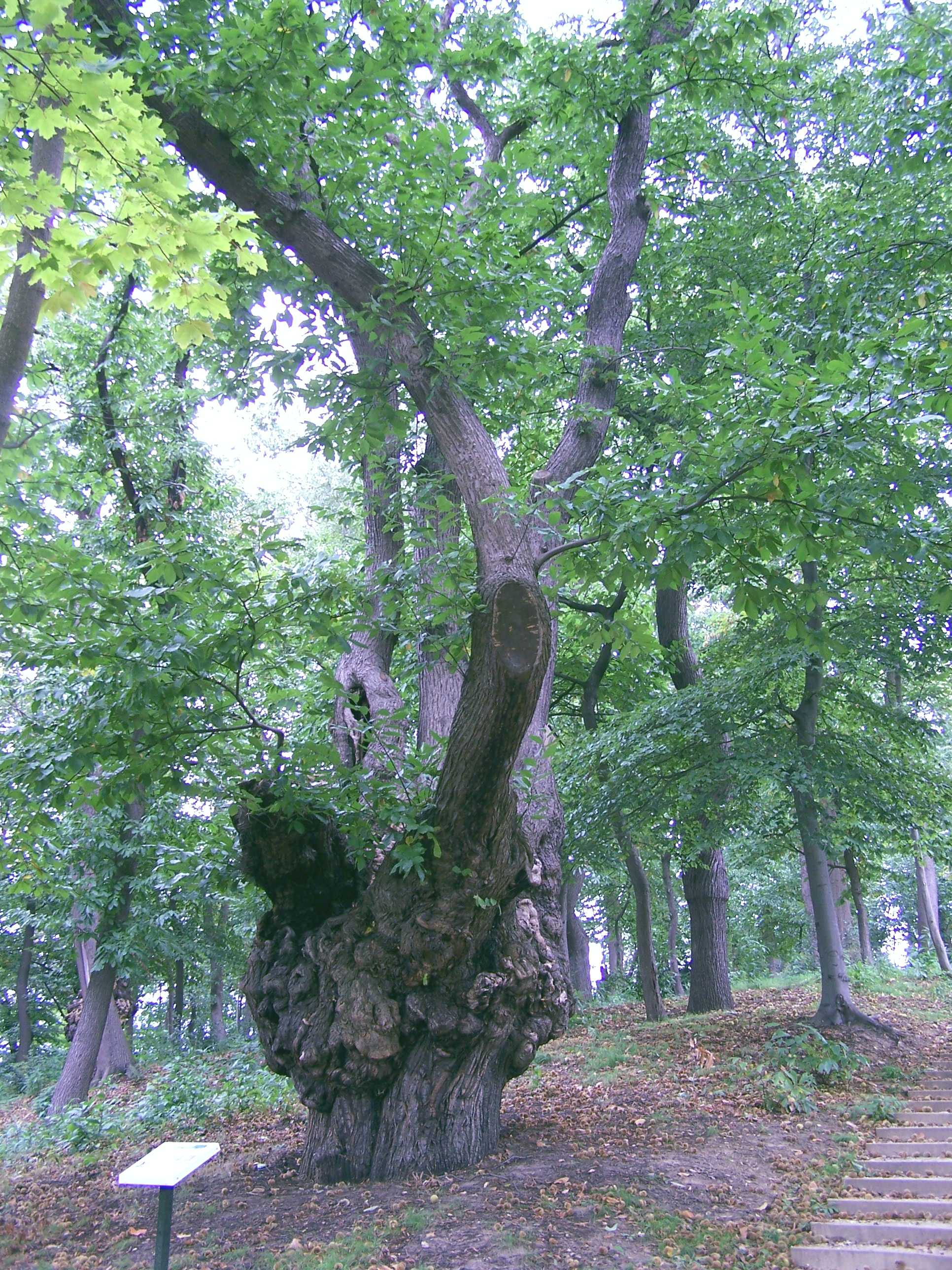
Ein Stamm
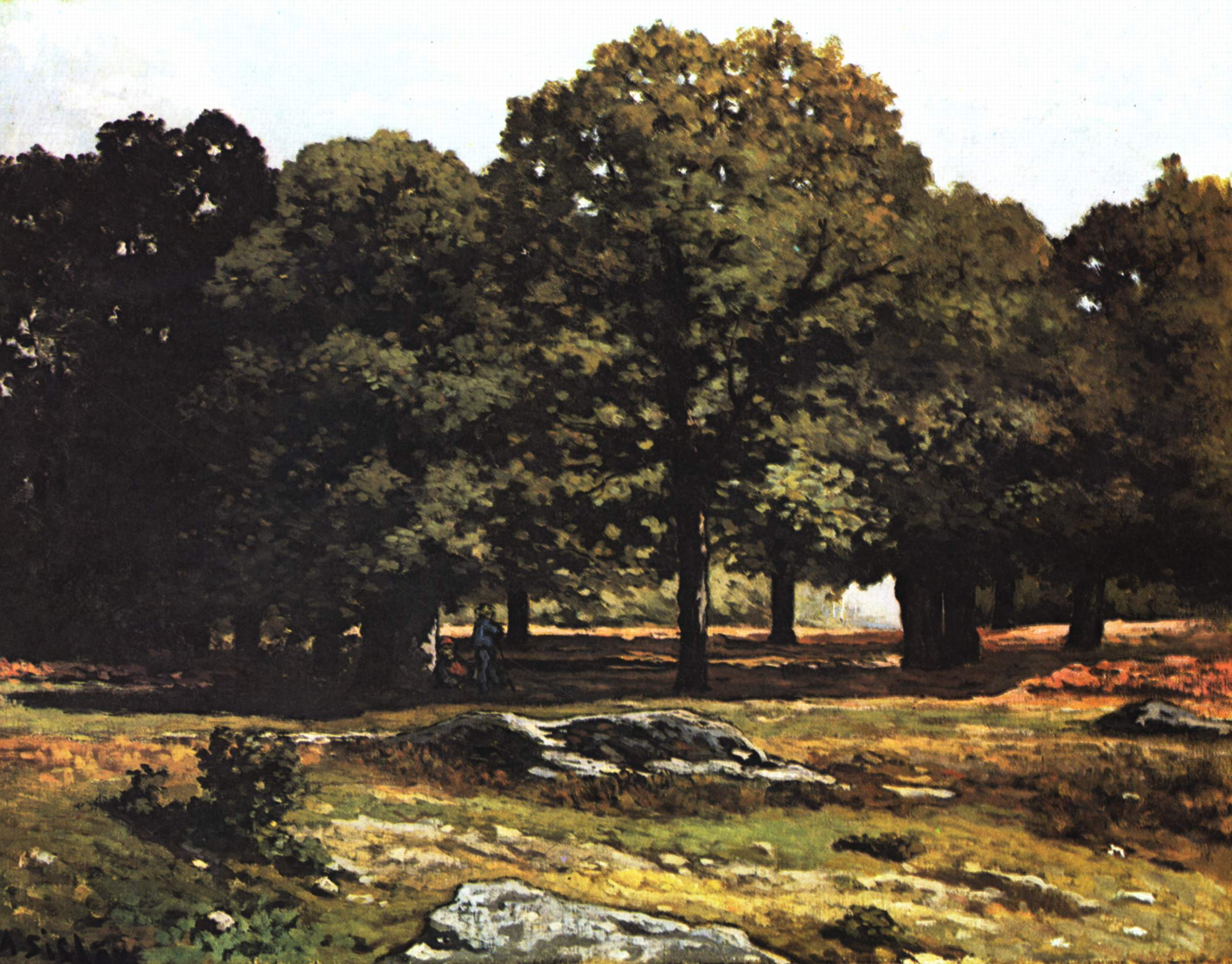
Allée de châtaigniers à La Celle-Saint-Cloud von Alfred Sisley; (1865)
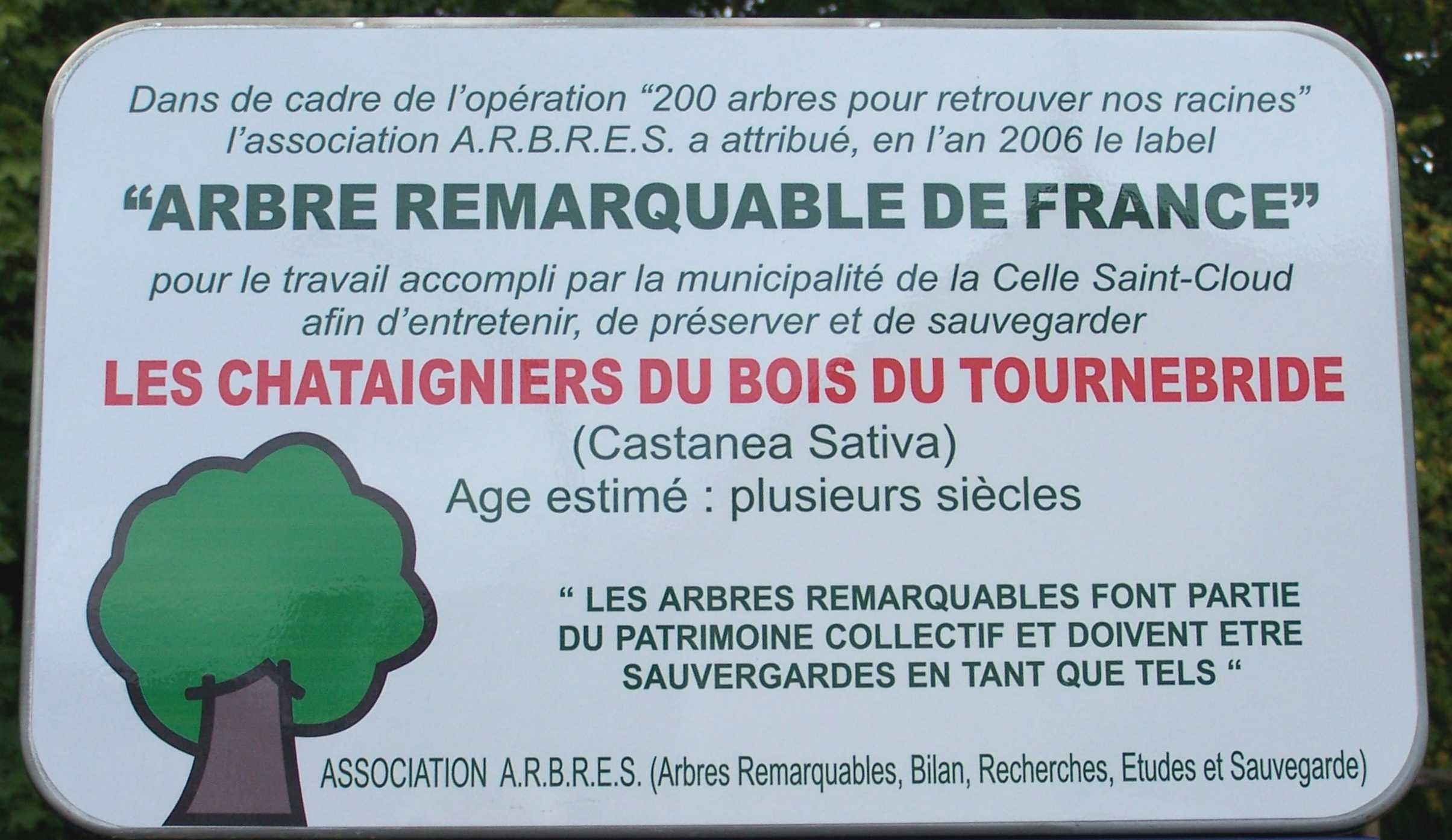
Informationsschild zur Auszeichnung der markanten Bäume